# Vířivý proud
Vířivý proud (taktéž po svém objeviteli Foucaultův proud) je elektrický proud vznikající v plošných a objemových vodičích, když se v jejich okolí mění magnetický indukční tok. Indukované proudy mají v takových případech charakter proudových smyček. Stejně jako u každého indukovaného proudu se vířivý proud snaží svým polem zabránit změně, která jej vyvolala a zeslabuje tak budící magnetický tok. Největší zeslabení nastane uprostřed průřezu, protože ten obepínají všechny indukované proudy. Vířivé proudy objevil Léon Foucault v roce 1851. Jsou využívány v technologických procesech (vznikající teplo nebo odpuzující sílu), ale vyvolávají také nežádoucí ztráty.

## Ztráty způsobené vířivými proudy
Průchodem proudu vodičem vznikají tepelné ztráty, proto jsou vířivé proudy ztrátové. Část energie, kterou dodáme na magnetování materiálu, se mění v energii tepelnou (Jouleovo teplo). Ztráty vzniklé vířivými proudy jsou značně závislé na frekvenci a lze je vyjádřit vztahem:
{\displaystyle \ P_{v}\sim f^{2}B^{2}}
Ztráty způsobené vířivými proudy se omezují například: použitím navzájem izolovaných plechů, čímž dojde k rozdělení jádra, použitím materiálu s velkým elektrickým odporem (přidáním malého množství křemíku do základního materiálu), nebo snížením indukovaného napětí. Celkové ztráty ve feromagnetických materiálech jsou vyjádřeny vztahem:
{\displaystyle \ P_{Fe}=P_{h}+P_{v}}
Kde {\displaystyle \ P_{h}} jsou ztráty způsobené hysterezní křivkou a {\displaystyle \ P_{v}} jsou ztráty způsobené již zmíněnými vířivými proudy.

## Využití
Tohoto jevu se využívá například při stabilizaci ručiček tachometru, pro zastavení elektroměru po ukončení odběru, nebo v indukční brzdě. Tepelných účinků se využívá například v kuchyňských indukčních vařičích nebo metalurgii. V indukčních pecích se vířivými proudy kov zahřívá, případně i taví. V neposlední řadě jsou vířivé proudy používány v NDT (Non Destructive Testing - při detekci povrchových vad).